# Charles Edward Stuart

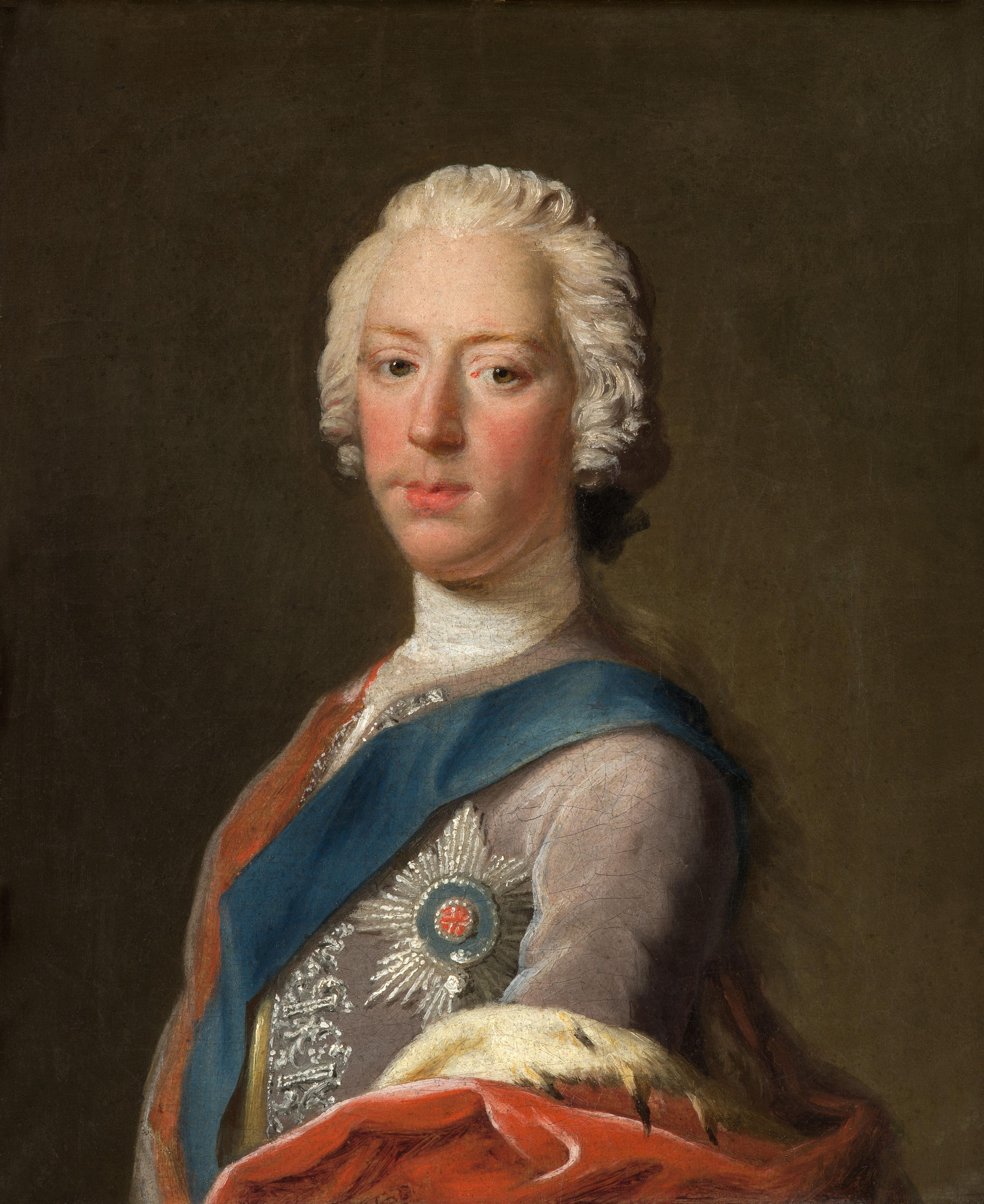
Charles Edward Stuart

Charles Edward Louis Philip Casimir Stuart (gälisch: Prionnsa Teàrlach Eideard Stiùbhart; * 31. Dezember 1720 in Rom, Italien; † 31. Januar 1788 ebenda) war der Sohn von James Francis Edward Stuart, dem im Exil lebenden Thronprätendenten auf den Thron Großbritanniens, und der polnischen Prinzessin Maria Clementina Sobieska. Er wurde durch seine Invasion Großbritanniens als Bonnie Prince Charlie (der „hübsche Prinz Charlie“) bekannt. Seine Anhänger nannten ihn King Charles III. oder „König Karl III.“, seine Gegner The Young Pretender („der junge Prätendent“), im Gegensatz zu seinem Vater, dem Old Pretender.

## Herkunft
Er wurde als ältester Sohn von James Stuart, als Jakobitischen Thronprätendent Jakob III. von England und Jakob VIII. von Schottland, und seiner Frau, der polnischen Adeligen Maria Clementina Sobieska geboren. Sein Großvater väterlicherseits war Jakob II. von England, der zugleich König von Irland und als Jakob VII. König von Schottland war. 
Sein Bruder war der Kurienkardinal und Thronprätendent Henry Benedict Stuart.

## Leben

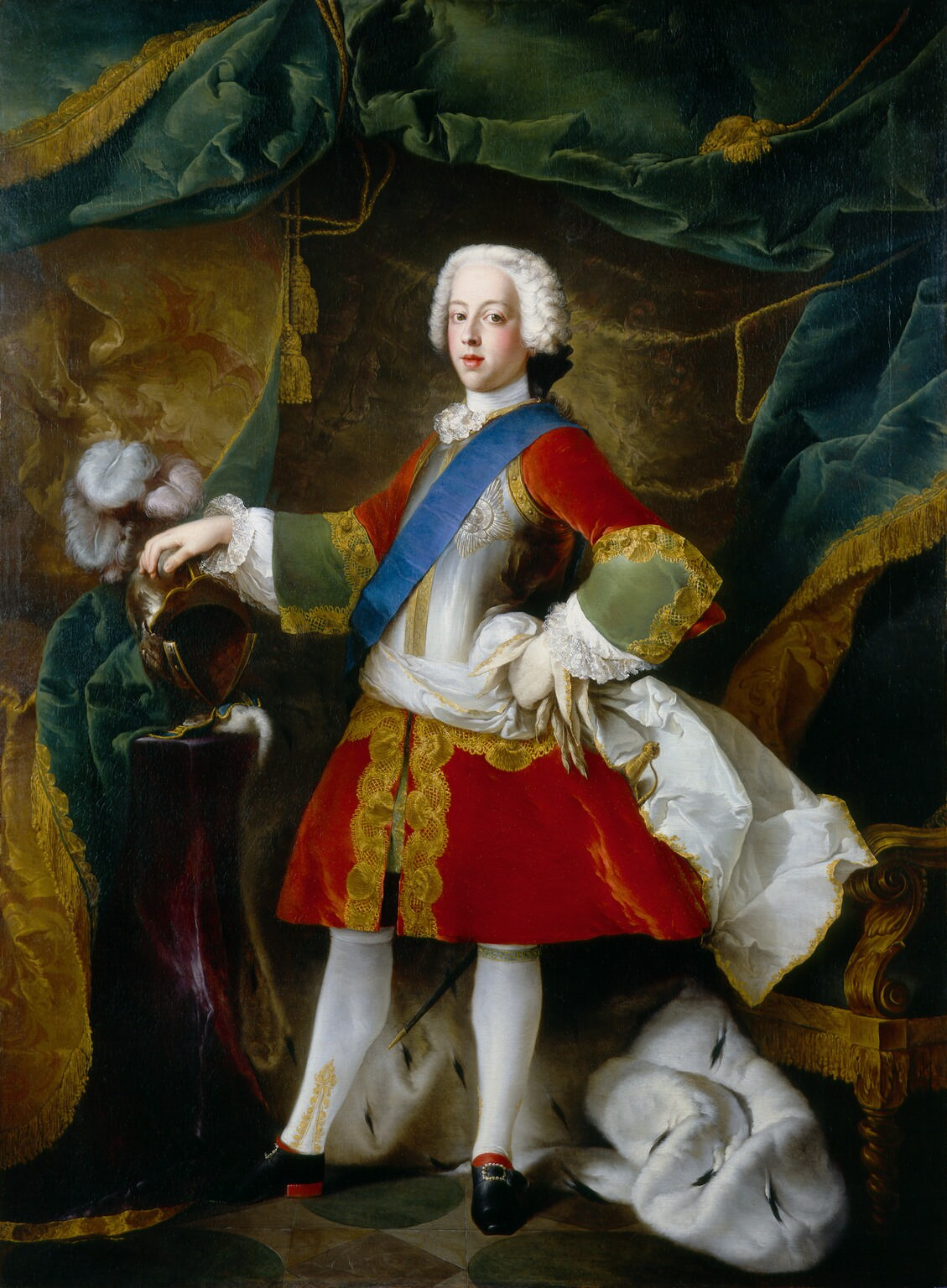
Prince Charles Edward Stuart als Jugendlicher

### Exil in Rom
Am 31. Dezember 1720 kam Charles Edward in Rom zur Welt, wo die Familie im Exil lebte. Dort und in Bologna wurde er von schottischen Privatlehrern unterrichtet. Er sprach fließend Polnisch, Latein, Italienisch, Französisch, Englisch und Gälisch. Im Alter von 14 Jahren nahm er am Polnischen Thronfolgekrieg teil und erlebte im Jahre 1734 die Belagerung von Gaeta. In den folgenden Jahren hielt er sich oft in Frankreich auf, um dort für die Unterstützung der Stuarts zu werben. Im Jahr 1743 ernannte ihn sein Vater zum Prinzregenten.

### Jakobitenaufstand 1745/46
Ohne das Wissen seines Vaters, aber mit der logistischen Unterstützung Frankreichs, das im Österreichischen Erbfolgekrieg mit Großbritannien im Kampf stand, stach er am 22. Juni 1745 von Nantes aus mit den Schiffen La Doutelle und Elisabeth in See, um in Schottland zu landen und den schottischen und englischen Thron für die Stuarts zurückzugewinnen. Dabei wurde er von sieben Anhängern begleitet, darunter Iren, Schotten und ein Engländer. Nachdem er im Juli im Westen Schottlands gelandet war, schloss sich ihm zunächst niemand an; erst als der treue Anhänger Ranald MacDonald zum Kampf aufrief, konnte Charles Edward eine Armee vornehmlich aus Mitgliedern mehrerer Highland-Clans aufstellen. Mit dieser begann er den Zweiten Jakobitenaufstand, der nach der Jahreszahl „the Forty-Five“ genannt wird. Die zugesagte Hilfe Frankreichs blieb aus. Da die Regierung in London zunächst Probleme hatte, ausreichend Truppen gegen die Jakobiten aufzustellen – die britische Armee war durch den Österreichischen Erbfolgekrieg auf dem europäischen Festland stark gefordert –, konnte Charles Edward in einigen Gefechten siegen, so in der Schlacht bei Prestonpans. Er wurde als charismatischer Anführer gefeiert und eroberte am 17. September 1745 Edinburgh, mit Ausnahme von Edinburgh Castle, da dieses zu stark verteidigt war. Während seines Siegeszuges entlang der Royal Mile kamen tausende Menschen, um ihn zu sehen. Er war in voller Tartan-Tracht gekleidet und es wird so überliefert, dass die Menschen vor Ort sagte: „Oh, he's a bonnie lad.“ („Oh, er ist ein schöner Mann“), woraus wahrscheinlich die Bezeichnung „Bonnie Prince Charlie“ entstand.
Prinz Charles Edward und die Jakobiten beschlossen nach diesem Erfolg den Marsch nach Süden, in der Hoffnung, auf dem Weg nach London Zulauf und Verstärkung durch englische Anhänger des Hauses Stuart zu bekommen. Er musste diesen anfänglich erfolgreichen Marsch vor dem mittelenglischen Derby abbrechen, da die erhoffte Erhebung der englischen Jakobiten ausblieb und seine schottischen Unterstützer kein Interesse an einem Zug durch England hatten. Dennoch war die Angst der Engländer vor einer französischen Invasion so groß, dass am 6. Dezember in London Bankwesen und Wirtschaftsleben zusammenbrachen (Black Friday).
Nach dem Rückzug in das schottische Hochland wurde seine Armee am 16. April 1746 in der Schlacht bei Culloden von den Regierungstruppen unter William Augustus, Duke of Cumberland, dem Sohn König Georgs II., geschlagen, der inzwischen mit den Hauptstreitkräften des britischen Heeres vom europäischen Kriegsschauplatz zurückgekehrt war. Obwohl die Niederlage nicht vernichtend war, gab Charles Edward auf.

### Flucht
Der Prinz konnte, im Gegensatz zu einem großen Teil seiner Kämpfer, entkommen. Auf der Flucht irrte er fünf Monate lang durch die Highlands und die westlichen Inseln. Trotz der enormen Belohnung von 30.000 Pfund, heute etwa 6.700.000 £, die auf seinen Kopf ausgesetzt war, wurde Prinzregent Edward Charles Stuart von den Anhängern des alten Königshauses versteckt und entkam mit Hilfe der im Hochland auch heute noch als Heldin gefeierten Flora MacDonald in Frauenkleidern. Als „Zofe Betty Burke“ verkleidet, ruderte er mit Flora zu der Insel Skye. Am 20. September 1746 konnte sich Bonnie Prince Charlie bei Moidart, wo seine Expedition etwas über ein Jahr zuvor begonnen hatte, einschiffen und nach Frankreich fliehen. Seine Mitstreiter überließ er ihrem Schicksal; viele verloren bei Culloden oder den nachfolgenden drakonischen Strafmaßnahmen Freiheit oder Leben.

### Leben in Frankreich

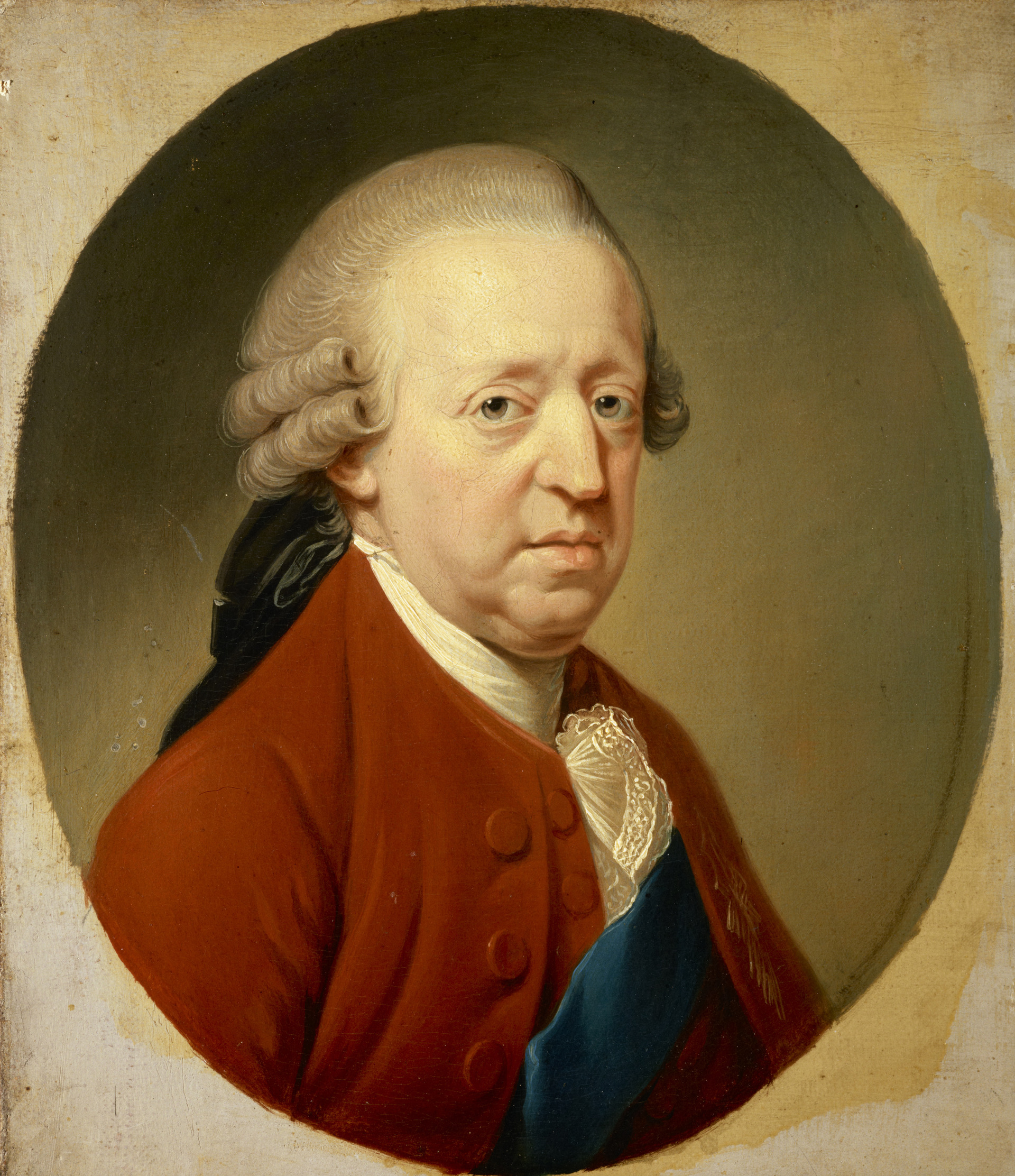
Charles Edward Stuart im Jahr 1775

Nach der missglückten Invasion lebte Charles Edward zunächst in Frankreich. Dort hatte er eine Affäre mit seiner Cousine Louise de Montbazon und später mit Clementina Walkinshaw. Aus der zweiten Affaire ging 1753 die Tochter Charlotte hervor. Da Charles Edward dem Alkohol verfiel, verließ ihn Clementina bald. Er wählte das „Leben eines Abenteurers“ und wechselte mehrfach den Wohnort zwischen Gent, Basel und Frankreich, verspielte aber das letzte Wohlwollen der kontinentalen Stuart-freundlichen Netzwerke und zerstritt sich mit seinem Vater. 1772 heiratete er Prinzessin Luise von Stolberg-Gedern. Luise verließ ihn 1780, nachdem sie ihm vorgeworfen hatte, sie misshandelt zu haben; zudem hatte sie eine Affäre mit dem Dichter Vittorio Alfieri. In seinen letzten Lebensjahren lebte seine Tochter Charlotte mit ihm zusammen.
Als James Francis Edward Stuart im Jahr 1766 starb, verweigerte Papst Clemens XIII. Charles Edward die Titel seines Vaters als „König von England, Schottland und Irland“. 1774 siedelte er nach Florenz über und nannte sich „Herzog von Albany“ (als welcher er auch in manchen zeitgenössischen Werken bezeichnet wird).
Am 31. Januar 1788 starb Charles Edward Stuart in Rom. Er wurde in der Kathedrale von Frascati beigesetzt, deren Bischof sein Bruder Henry war, und 1807 in den Petersdom im Vatikan überführt, in dem schon sein Vater und sein Bruder begraben lagen. Die Päpste erkannten postum seine Ansprüche auf die Krone an. Das Kenotaph der letzten Stuarts im Petersdom schuf 1819 Antonio Canova.

## Nachkommen

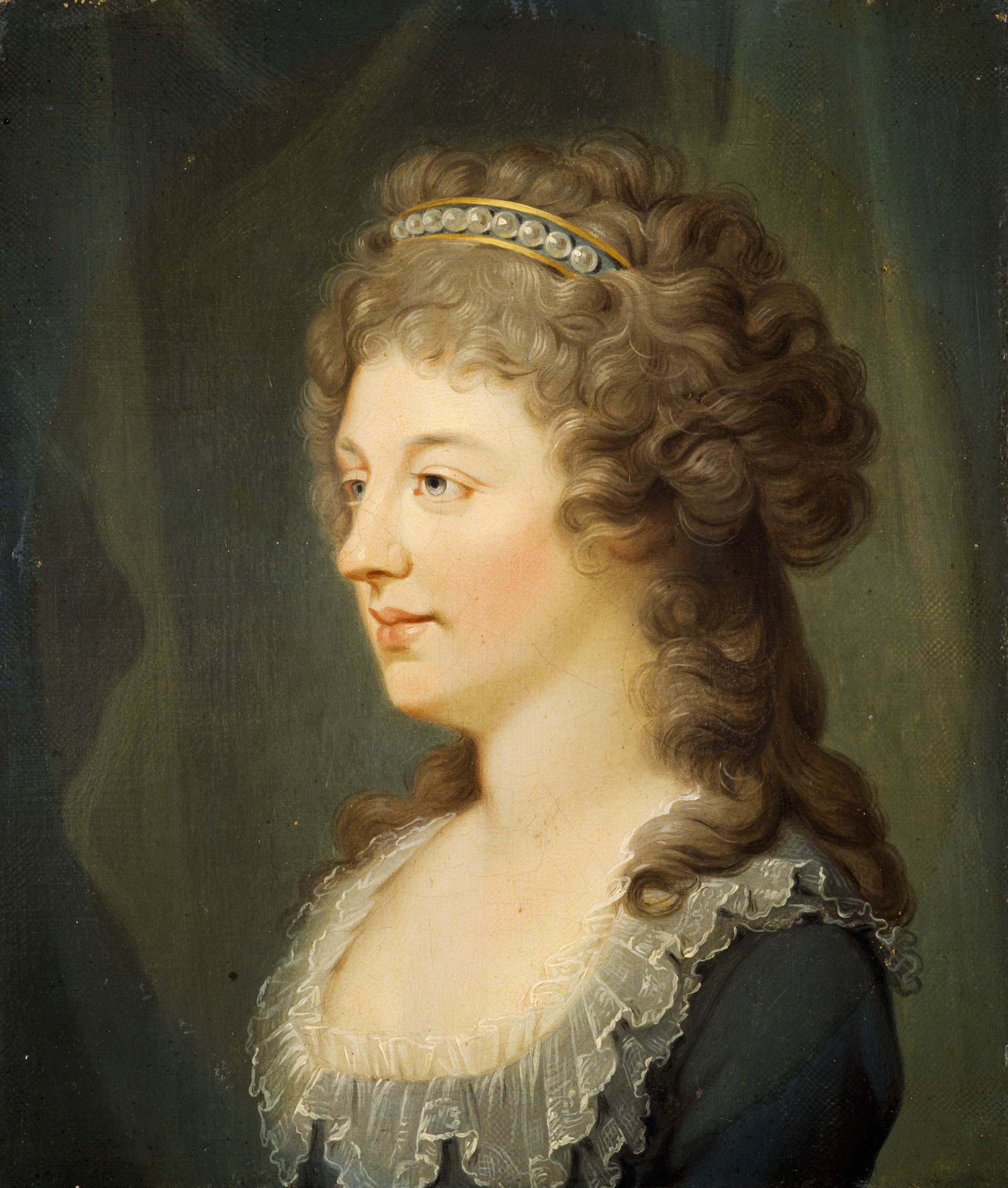
Die Tochter Charlotte, Gemälde von Hugh Douglas Hamilton

Charles hatte keine ehelichen und damit thronfolgeberechtigten Kinder. Er hatte mit Clementina Walkinshaw eine Tochter, die er, da seine Ehe kinderlos geblieben war, 1783 legitimierte:
- Charlotte Stuart (29. Oktober 1753 – 17. November 1789)

## Rezeption
Es wird angenommen, dass sich das schottische Lied My Bonnie auf Charles Edward Stuart bezieht. Zudem bezieht sich auch das Lied The Skye Boat Song auf Charles. Dieses erzählt eine Geschichte davon, wie er – als irische Frau verkleidet – vom schottischen Festland auf die Isle of Skye gebracht wird, um den britischen Soldaten zu entkommen.